# フラガールと犬のチョコ
『フラガールと犬のチョコ』（フラガールといぬのチョコ）は、2012年7月刊行の書籍。作・祓川学、画・かなき詩織。「第46回岩手読書感想文コンクール」小学校中学年の部課題図書。
福島県双葉郡双葉町出身で、同県いわき市のレジャー施設「スパリゾートハワイアンズ」のフラガールのリーダー・モアナ梨江（本名：大森梨江）と愛犬「チョコ」の、2011年の東日本大震災における実話を題材にしている。
「実話に基づくフィクション」としてドラマ化され、テレビ東京系で、東日本大震災発生から4年後の2015年3月11日（水）21:00 - 23:08に放送された。
福島テレビでは同年3月21日（土）12:55 - 15:00に、BSジャパンでは翌2016年1月3日（日）19:00 - 21:09に、放送された。

## テレビドラマ版
テレビ東京系で、東日本大震災発生から4年後の2015年3月11日（水）21:00 - 23:08に放送された（実話に基づくフィクション）。
撮影は2月上旬から15日間にわたって福島県を中心にオールロケで行われ、2月9日に発表された。

### キャスト
年齢は2011年3月11日時点。

#### 主人公と家族
森田 沙衣（さえ）〈23〉
演 - 瀧本美織 ※ナレーションも兼任（幼少期：瑞城さくら）
主人公。自宅は福島県双葉郡双葉町。同県いわき市の「常磐音楽舞踊学院」の寮に入って第40期生として学び、幼いころから夢見た「スパリゾートハワイアンズ」ダンシングチームのフラガールになる。
森田 チョコ
演 - ルイ
生後2か月の時に貰われて、森田家（一戸建て）の庭で飼われることになった柴犬。名付け親は当時7歳だった沙衣。
2011年3月の東日本大震災で福島第一原子力発電所事故が生じ、その付近の双葉町が警戒指定区域になるものの、そのまま取り残される。
森田 善光
演 - 田口浩正
沙衣の父。震災後は、千葉県内の仮設住宅に家族で住む。
森田 あや乃
演 - 中原果南
沙衣の母。
森田 愛海
演 - 佐藤めぐみ（幼少期：加藤結）
沙衣の姉。

#### フラガール
竹沢 かすみ〈23〉
演 - 波瑠
沙衣と同期。福島県いわき市出身。津波で実家が被災。家族は母一人。
島野 日佳理〈28〉
演 - 笹本玲奈
先輩でリーダーの、ソロダンサー（マルヒア 日佳理）。福島県いわき市出身。
小松原 薫子〈28〉
演 - 上野なつひ
先輩でサブリーダー。
西村 千香〈23〉
演 - 小池里奈
同期。
宮崎 優奈〈23〉
演 - 土村芳
同期。
泉 ありさ〈20〉
演 - 古泉葵
後輩。

#### 他
長谷田 武志
演 - 伊原剛志
「スパリゾートハワイアンズ」の支配人。
吉本 美那子
演 - 菊池桃子
「常磐音楽舞踊学院」講師で、ダンシングチーム舞踊講師。フラガールの13代目リーダーだった。
大倉 正夫
演 - 矢本悠馬
「スパリゾートハワイアンズ」の従業員。
下山 育三
演 - 品川徹
震災後の被災住民受け入れで、休業となった「スパリゾートハワイアンズ」で過ごす広野町の高齢者。
今井 仁
演 - 菊田大輔
フラガール島野日佳理の恋人。
阿部 和久
演 - 西沢仁太
被災した双葉町の住人。
阿部 由美子
演 - 真下有紀

### スタッフ
- 原作 - 祓川学『フラガールと犬のチョコ』（ハート出版刊）
- 脚本 - 関えり香
- 監督 - 神徳幸治[31]
- 音楽 - 吉川清之、近藤智子
- 楽曲提供 - 「海の唄」 作詞・作曲・編曲：BEGIN
- 楽曲協力 - 斉藤和雄とエテネタヒチアンズ
- 舞踊指導[注 8] - クウレイ尚子[注 9]、ホクラニ橋本[注 10]
- 振付監修 - カレイナニ早川[注 11]
- タイトルデザイン - 橋本杏奈
- 映像提供 - 共同通信
- 資料提供 - 河北新報社
- 写真提供 - 清水一利[注 12]
- ロケ協力 - いわきフィルム・コミッション協議会、いわき観光まちづくりビューロー、いわき市、富岡町、広野町 ほか
- 特別協力 - 常磐興産株式会社、スパリゾートハワイアンズ、常磐音楽舞踊学院
- 技術協力 - バスク
- 美術協力 - フジアール
- プロデューサー - 濱谷晃一（テレビ東京）、森川真行、渡邉義行
- チーフプロデューサー - 岡部紳二（テレビ東京）
- 製作 - テレビ東京、BSジャパン、ファインエンターテイメント